# Couvent des Minimes de Marignane
Pour les articles homonymes, voir Couvent des Minimes.
Un couvent des Minimes, du nom de l’ordre religieux des Minimes, est situé sur la commune française de Marignane dans le département des Bouches-du-Rhône. Construit en 1701, le couvent a servi à accueillir les malades de la peste de Marseille en 1720.

## Histoire
Les Minimes constituent un ordre mendiant institué par saint François de Paule en 1452 ; la règle, très sévère, est adoptée en 1506. Les frères Minimes ajoutent aux trois vœux conventuels de Chasteté, Obéissance et Pauvreté, celui de l’Humilité : c’est ce qu’on appelle « les quatre vœux de saint François de Paule ».
Réquisitionné par les consuls en de 8 décembre 1720, il servit à tenir en quarantaine les malades et moribonds de la Grande Peste (voir la peste de Marseille).
Le 24 février 1752, mourait à Aix, Covet Joseph Marie, Chevalier de Malte, marquis de Marignane et des Iles d’Or… (voir ce nom plus loin) qui était enterré le lendemain 25 février, dans l’église de ce couvent.
Ce couvent était encore à la fin du XXe siècle, orné à l’intérieur de fresques et d’un bénitier dans son église. Son inventaire  a été fait à la Révolution, le 14 mars 1791 Cet inventaire relève de la demande nationale du 3 janvier 1791 et peut être consulté à la Bibliothèque Nationale. Rappelons qu’avant la Révolution, un inventaire d’Etat des « effets, mobiliers et cloches » avait eu lieu en 1759. On trouva dans l’église : une cloche de deux quintaux, un tambour à la grande porte de l’entrée de l’église, un balustre de fer pour la communion, deux confessionnaux en mauvais état, une chaire à prêcher, un grand autel à la romaine avec son tableau représentant Madeleine, deux autres autels dont l’un représentant les âmes du Purgatoire et l’autre Saint-François de Paule  et deux prie-Dieu en mauvais état ; dans le couvent lui-même de la vaisselle d’église, de l’argenterie, …
À cette époque, il ne restait plus qu’un seul Minime au couvent, le supérieur Révérend Père Pierre Bernard Pichot, né le 20 août 1752 et reçu profès le 28 août 1773. Il sera expulsé du couvent destiné à la vente des Biens Nationaux.
Par lettre du 2 juillet 1791, les administrateurs composant le Directoire du District, réclament des instructions au sujet du sort de ces effets.
En 1848, le cellier qui avait remplacé l’église était occupé par les républicains ralliés à Ledru-Rollin.
En 2001 l’édifice a été restauré.